# Cheryl Blackman
Cheryl Blackman (sinh ngày 28 tháng 6 năm 1957) là một vận động viên chạy vượt rào người Barbados. Bà đã tham gianooin dung 400 mét vượt rào nữ tại Thế vận hội Mùa hè 1984.